# Sam Khok (huyện)
Sam Khok (tiếng Thái: สามโคก) là một huyện (amphoe) ở phía bắc của tỉnh Pathum Thani, miền trung Thái Lan.

## Lịch sử
Mueang Sam Khok là một thành phố cổ, được ghi chép lần đầu sao triều vua Boromma Trailokanat. Năm 1660, một nhóm người Mon do Sming Poe dẫn đầu đã di cư đến Ayutthaya do họ bị người Miến Điện đàn áp. Vua Narai Đại đế đã cho họ ở khu vực Mueang Sam Khok. Sau này có nhiều đợt người Mon di cư tới dưới thời vua Taksin Đại đến năm 1774 và vua Rama II năm 1815. Một số trong nhóm di cư này định cư ở Sam Khok, số khác ở Pak Kret, tỉnh Nonthaburi và Phra Pa Daeng, tỉnh Samut Prakan.
Theo lịch sử địa phương, khi vua Rama II thăm Sam Kok, người Mon đã dâng vua nhiều hoa sen. Vua đã đổi tên thành phố thành Pathum Thani, có nghĩa là Thành phố hoa sen. Đồng thời, vua đã nâng thành phố thành thành phố cấp 3.
Vua Chulalongkorn đã chuyển thành phố sang huyện Sam Khok năm 1898.

## Địa lý
Các huyện giáp ranh (từ phía bắc theo chiều kim đồng hồ) là Lat Bua Luang và Bang Sai của Ayutthaya Province, và Khlong Luang, Mueang Pathum Thani và Lat Lum Kaeo của tỉnh Pathum Thani.
Huyện is crossed by the Chao Phraya river.

## Hành chính
Huyện này được chia thành 11 phó huyện (tambon, các đơn vị này lại được chia ra thành 58 làng (muban). Bang Toei has township (thesaban tambon) status và nằm trên một phần của tambon Bang Toei. Mỗi tambon do một Tổ chức hành chính tambon lãnh đạo.
| 1.  | Bang Toei      | บางเตย     | 10 |  |
| 2.  | Khlong Khwai   | คลองควาย   | 8  |  |
| 3.  | Sam Khok       | สามโคก     | 4  |  |
| 4.  | Krachaeng      | กระแชง     | 3  |  |
| 5.  | Bang Pho Nuea  | บางโพธิ์เหนือ | 3  |  |
| 6.  | Chiang Rak Yai | เชียงรากใหญ่ | 7  |  |
| 7.  | Ban Pathum     | บ้านปทุม     | 6  |  |
| 8.  | Ban Ngio       | บ้านงิ้ว      | 5  |  |
| 9.  | Chiang Rak Noi | เชียงรากน้อย | 5  |  |
| 10. | Bang Krabue    | บางกระบือ   | 3  |  |
| 11. | Thai Ko        | ท้ายเกาะ    | 4  |  |